# Symfonia koncertująca

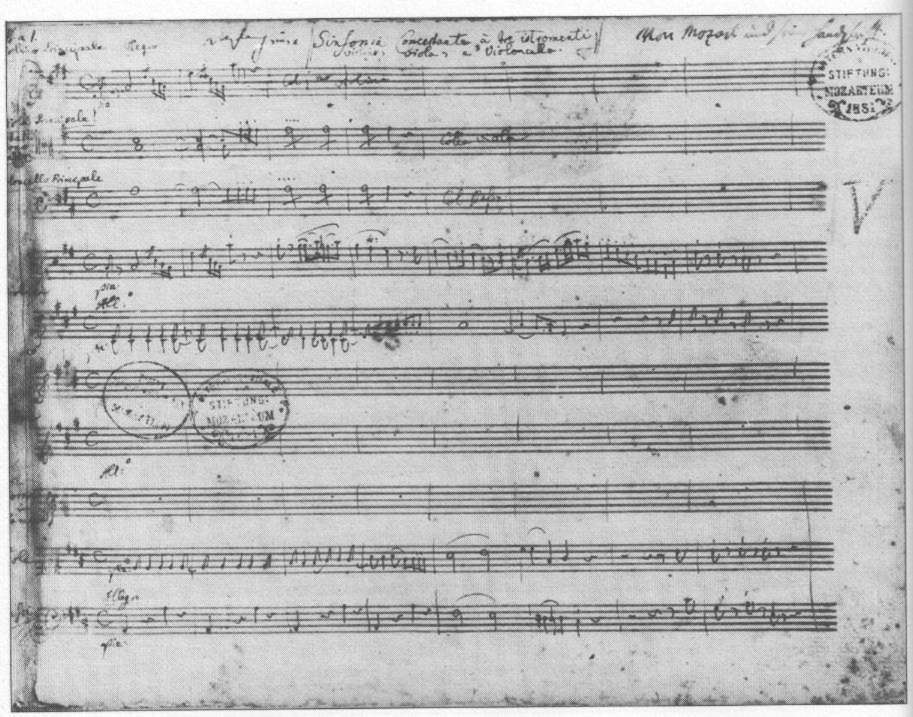
Manuskrypt - zapis nutowy symfonii Wolfganga Amadeusa Mozarta.

Symfonia koncertująca (wł. sinfonia concertante) – gatunek muzyczny pochodzący z epoki klasycyzmu, pośredni między koncertem a symfonią. Zawiera partie solowe na wybrany instrument, lecz w przeciwieństwie do koncertu solista uzupełnia orkiestrę, zamiast wybijać się.
Do stylistyki symfonii koncertujących autorstwa kompozytorów ze szkoły mannheimskiej oraz Josepha Haydna i Wolfganga Amadeusa Mozarta nawiązywali późniejsi kompozytorzy.

## Znane symfonie koncertujące
- Symfonia koncertująca (KV 364) Mozarta (ze skrzypcami i altówką)[3]
- III Symfonia c-moll op. 78 Saint-Saënsa (instrument solowy: organy)[4]
- Symphonie Espagnole Lalo na skrzypce i orkiestrę[5]
- IV Symfonia koncertująca op. 60 Karola Szymanowskiego[2]
- Symfonia nr 2 Sinfonia Concertante Wojciecha Kilara (na fortepian i wielką orkiestrę symfoniczną)